# Reventlow
Reventlow, [danskt uttal re:ʹvəntlɔw], är en dansk och tysk adlig ätt av nordtyskt ursprung, känd sedan medeltiden. Släkten tillhör Danmarks äldsta och räknas till dess uradel. Den tillhör även Equites Originarii (latin för de ursprungliga riddarna), ett samlingsbegrepp för nio ätter vars ursprung kan föras tillbaka till medeltidens Holstein och Stormarn. Sedan 1800-talets mitt finns även en svensk gren, introducerad på Riddarhuset 1861 som nr 2335.

## Släktens historia

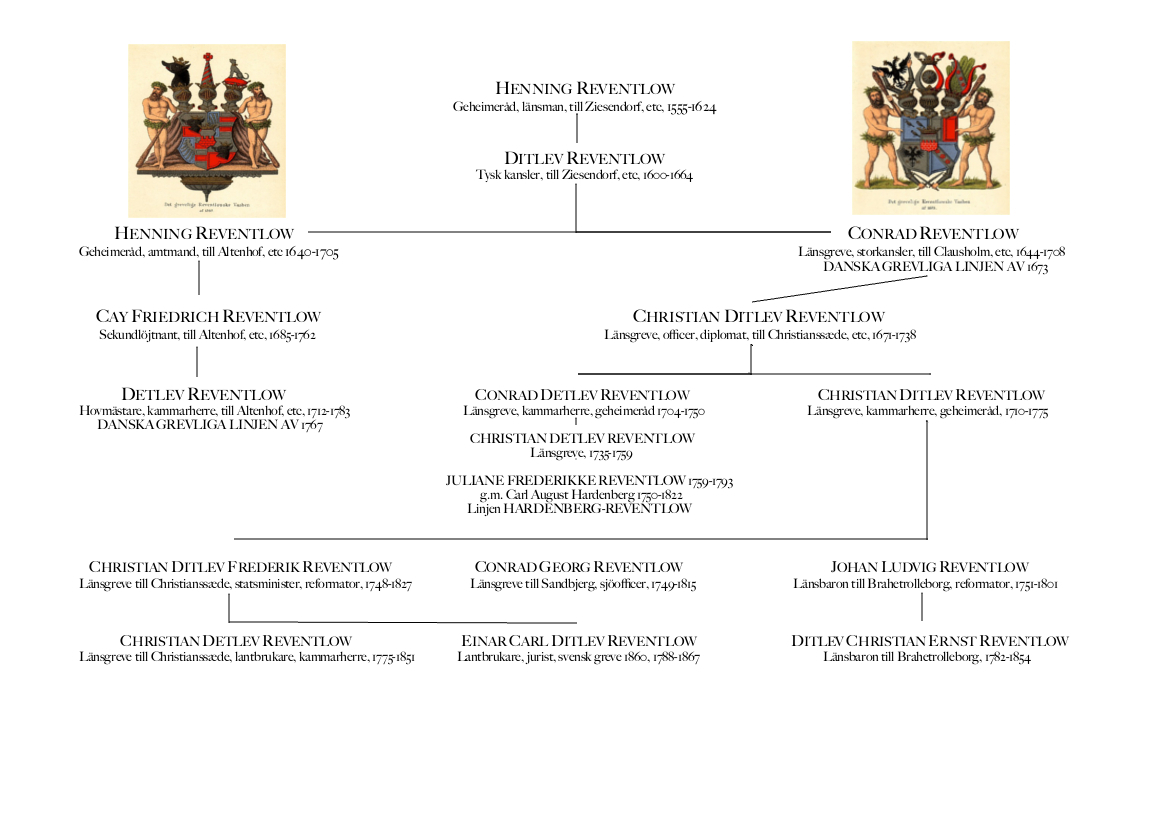
Stamtavla över släkten Reventlow med förgreningar. Källa: Dansk biografisk leksikon

### Tyskland
Släkten Reventlow har förmodligen tagit sitt namn efter sitt äldsta kända bosäte, som man menar låg i anslutning till Windbergen i Ditmarsken, beläget i nordligaste Tyskland. Namnet på den nu okända platsen är sannolikt ett beskrivande ortnamn för en skogslund vid en flod. Genom historien har många alternativa stavningar förekommit, men de mest använda är Reventlow och Reventlau.   
Pastorn och historikern Neocorus (Johann Adolf Köster, ca. 1550–1630) som på 1500-talet skrev Ditmarskens medeltida historia, beskrev släkten som stammande från de inhemska så kallade fogdeätterna. Ämbetet fogde (vocatus), som förmodligen gick i arv, var vid denna tid närmast motsvarande ståthållare. Bevarade fogdesigill från 1384 och 1434 visar tvådelade sköldar, vars nedre fält har en murtinne likt den som figurerar i släktens sköldmärke; en tolkning av vapensköldens innebörd är således att motivet illustrerar släktens tidiga anknytning till ämbetet.
I början av 1200-talet förekommer medlemmar av släkten både i Holstein (år 1223 med vasallen Gotskalk Reventlow) och Mecklenburg (år 1236 med riddaren Ditlev Reventlow), medan den i Danmark framträder först under 1300-talet. Den holsteinska linjen utslocknade på svärdssidan 1783 och därmed tillhör alla nuvarande förgreningar den mecklenburgska, som kom i dansk tjänst i slutet av 1500-talet med riksrådet Henning von Reventlow (1551–1624) och sedermera permanent med hans son, kanslern och diplomaten Ditlev Reventlow (1600–1664). Från dennes son, Konrad Reventlow som 1673 blev länsgreve, stammar de danska, tyska och svenska grenarna. I Tyskland finns även en gren stammande från Detlev Reventlow (1712–1783), som var kung Kristian VII:s guvernant och lärare. Denne Detlev var sonson till ovan nämnde Konrad Reventlows äldre bror, Henning (1640–1705).

#### Medlemmar av de danska grenarna
- Konrad Reventlow som 1673 blev dansk länsgreve
- Christian Ditlev Reventlow var dansk general
- Anna Sophie Reventlow var drottning av Danmark och Norge 1721-1730
- Christian Ditlev Reventlow var danskt riksråd
- Louise Reventlow, gift Stolberg
- Christian Ditlev Frederik Reventlow var dansk statsminister
- Frederikke Charlotte Reventlow

### Reventlow i Sverige
Redan 1378 beseglar Henrik Reventlow med sin hustru Ingegerd Jonsdotter (Bjälboättens oäkta gren) ett brev tillsammans med Magnus Trottesson, Johan Trottesson, Lars Björnsson och Tideke Pinnow och Kort Görtz när: 
| ”                | Henrik Reventlow och Ingegerd Jonsdotter skänker med sin (d.v.s. Ingegerds) dotter, syster Elin Trottesdotter, till Klara kloster i Stockholm 1 markland jord som kallas Näs, vid Almarestäket. Egendomen är Elins ingift, och skänks med evig äganderätt till klostret, så att ingen hädanefter kan klandra jorden. | „ |
| – SDHK-nr: 11347 | |   |

## Svenska adelsätten Reventlow nr 2335
Även om ättemedlemmar förekom i Sverige under medeltiden så inkom den först permanent med Einar Reventlow, lantbrukare och jurist, som flyttade från Danmark till Skåne under mitten av 1800-talet. Han blev naturaliserad svensk adelsman 1860 jämlikt 37 § 1809 års regeringsform och introducerades 1861 med nummer 2335, vilket betyder att enbart huvudmannen har svensk adlig värdighet och titel. Einar Reventlow var son till den kände danske reformpolitikern greve Christian Ditlev Frederik Reventlow (1748–1827) och hustrun Sophie Frederikke Charlotte Louise von Beulwitz (1747–1822).
Vapen: en kvadrerad sköld med ätten Reventlows stamvapen i hjärtsköld, utförd med en röd mur med fyra tinnar. Fält 1 är ätten Sperlings vapen, med tre sparvar, två över en på blått fält, fält 2 visar en kluven sköld i rött och vitt, med ätten Rantzaus vapen. Fält 3 visar ätten Belows vapen, på silverfält en svart, tvåhövdad fläkt örn och i fält 4 ses ätten von Halles vapen, med på blått fält en silverbalk, belagd med tre röda rosor.
Einar och hans fru Hildeborg Sophie Reventlows barn inkluderade Hilda, Christian Detlev och Frederik (Fritz) Ferdinand Eduard Reventlow (1850–1910), gift med Ida Mathilde Moltke af Nør. Det senare parets son Einar (1893–1974) flyttade under början av 1900-talet till Tyskland, där den nuvarande huvudmannen för den svenska grenen är bosatt; dottern Ebba (1891–1971) gifte sig med Carl Andreas Fürst av släkten Fürst (1888–1981), son av professor C. M. Fürst. Mathilde Moltke var kusin till Harald Moltke; de var båda barnbarns barn till Joachim Moltke (1769–1820), som i sin tur var barnbarn till överhovmarskalken Adam Gottlob Moltke. 

### Medlemmar av den svenska grenen
- Hilda Reventlow
- Christian Detlev Reventlow (1842-1908)

## Persongalleri

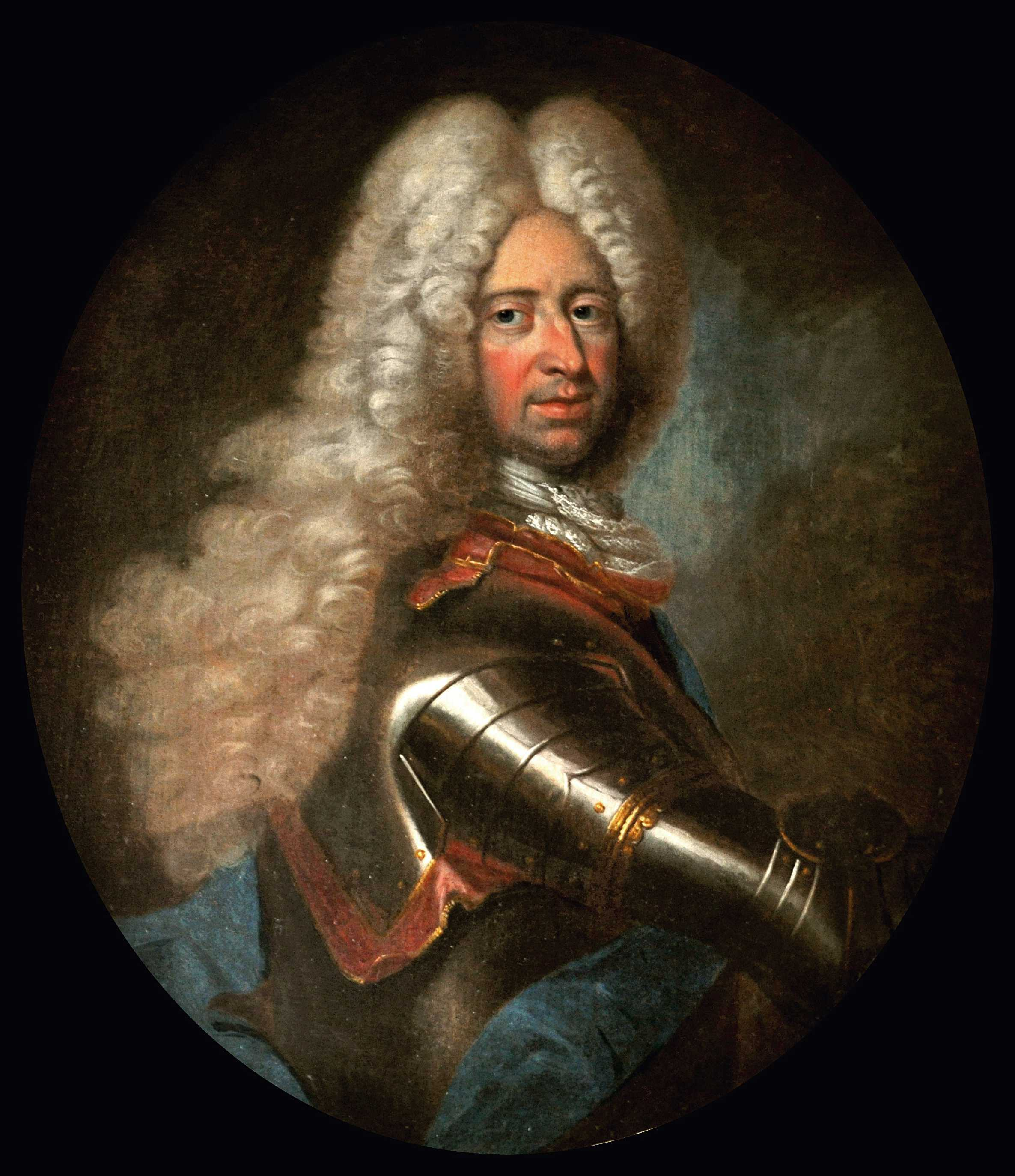
Conrad Reventlow
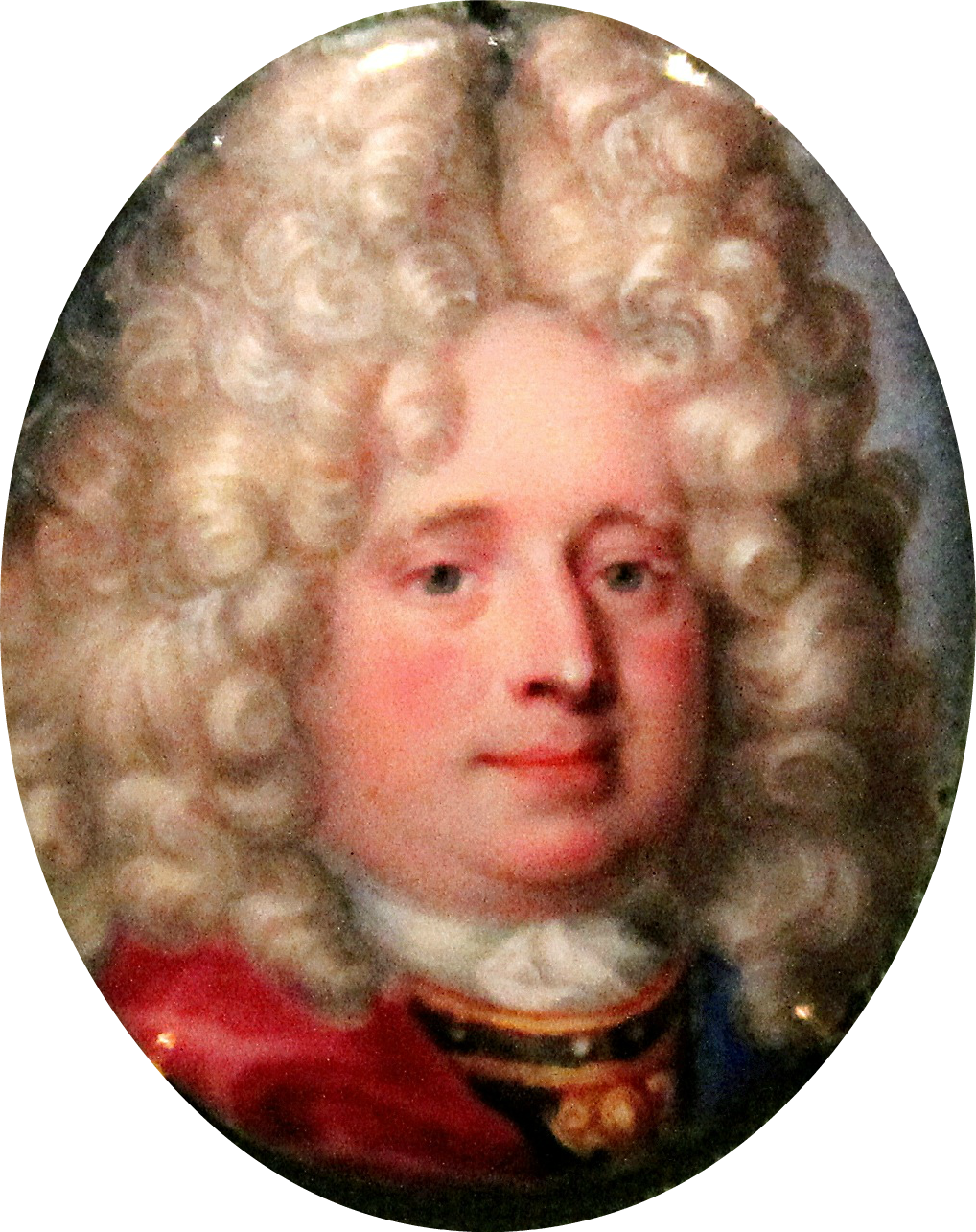
Christian Ditlev Reventlow (1671-1738)
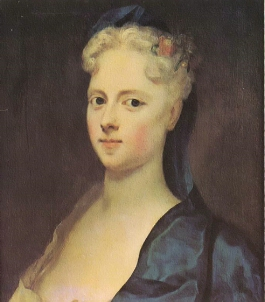
Anna Sophie Reventlow
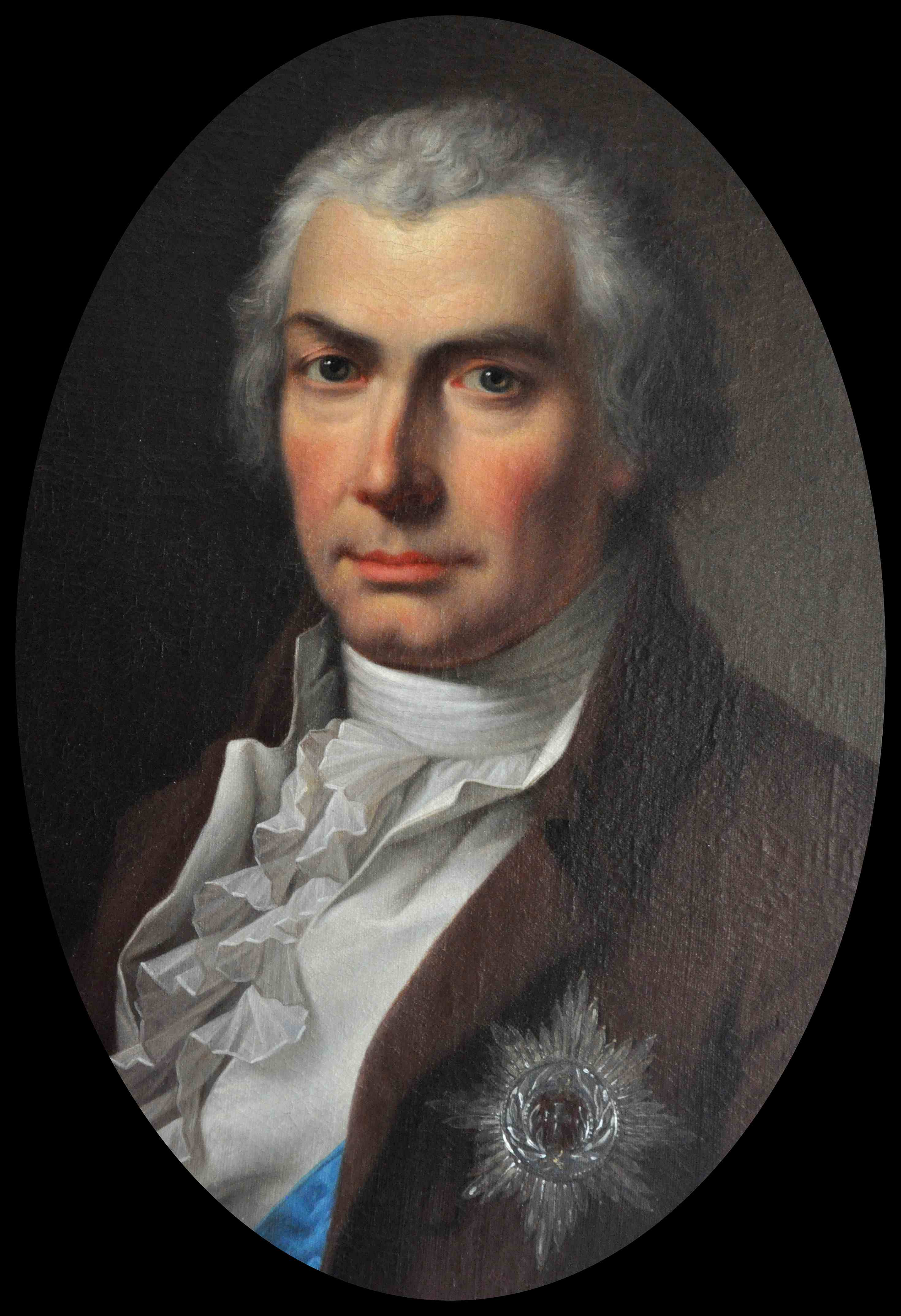
Christian Ditlev Frederik Reventlow (1748-1828)
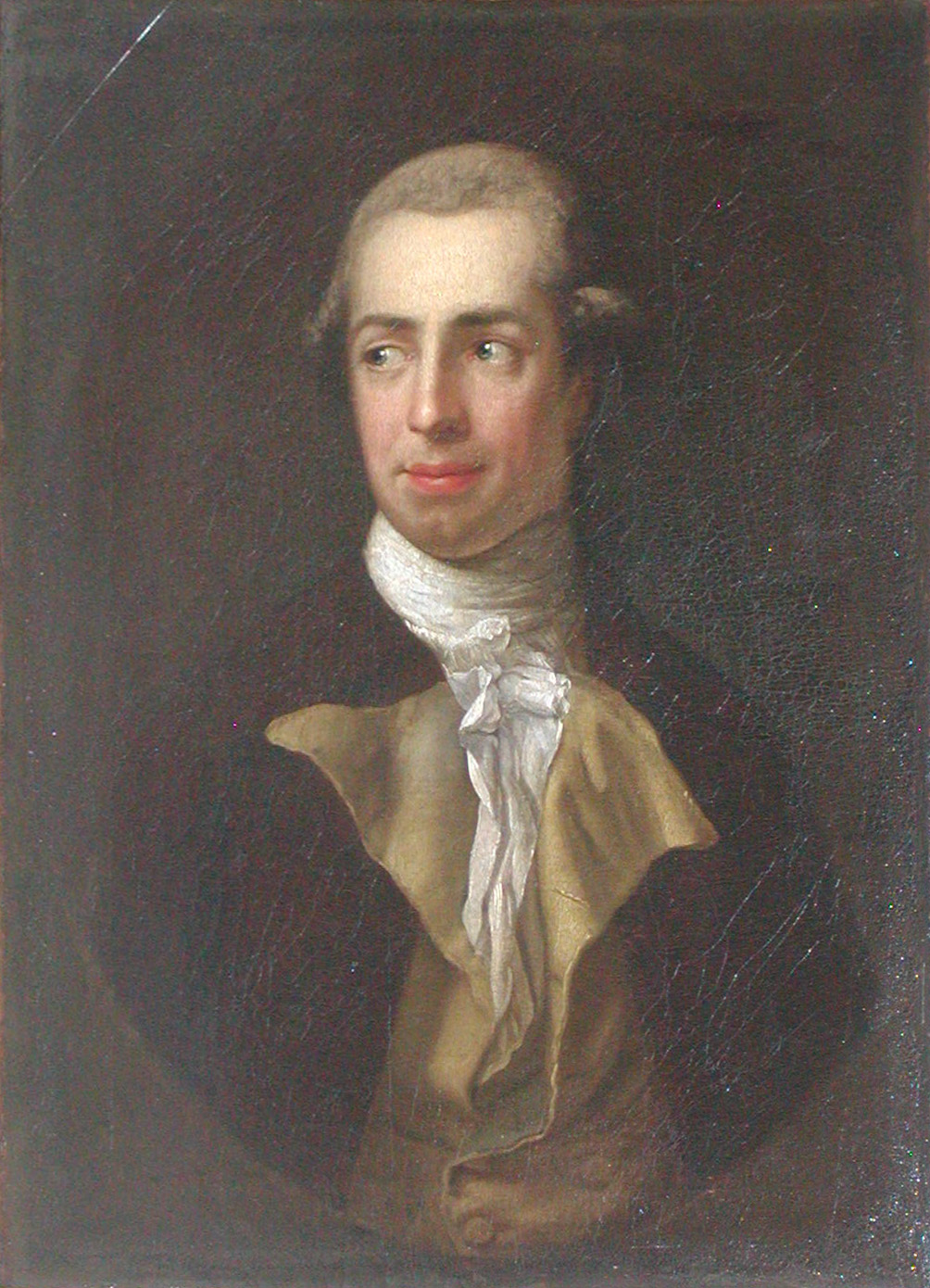
Johan Ludvig Reventlow (1751-1801)
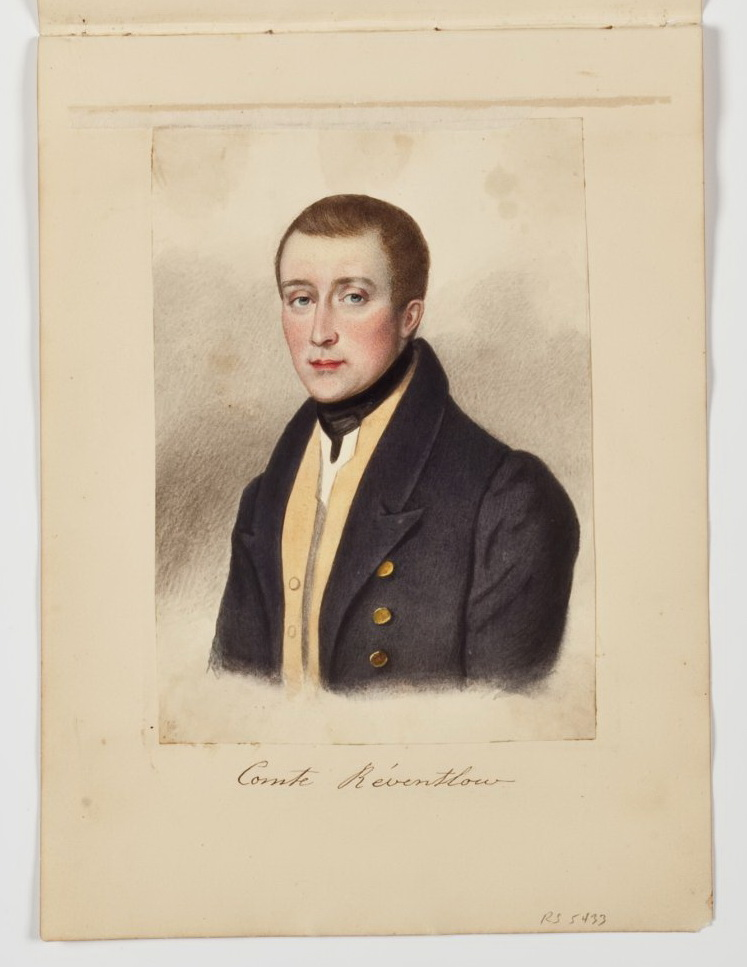
Eugen Reventlow (1798-1885)
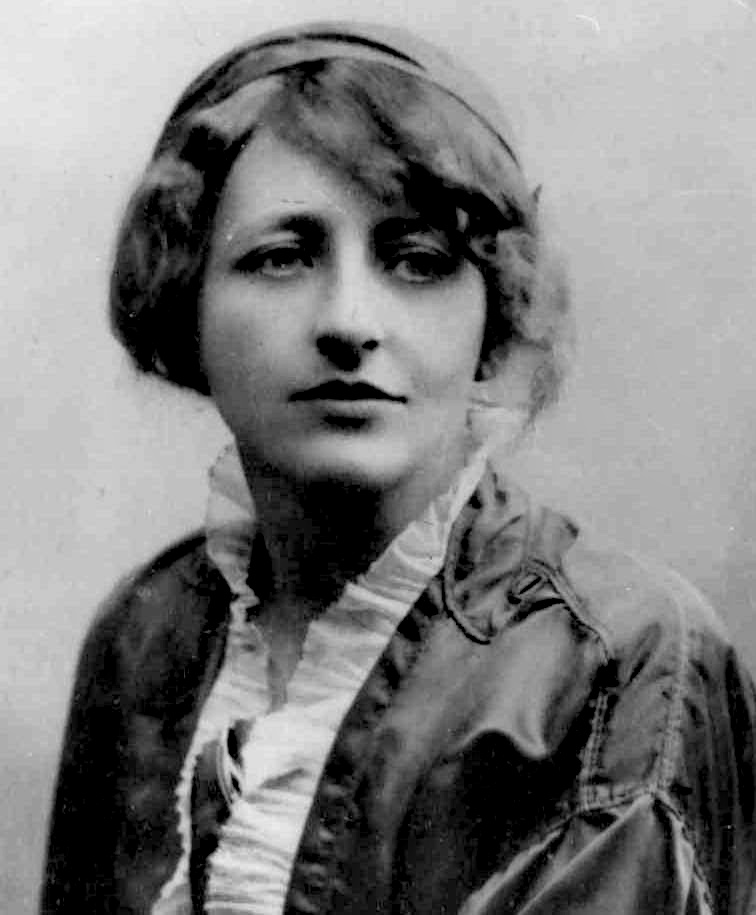
Fanny Reventlow
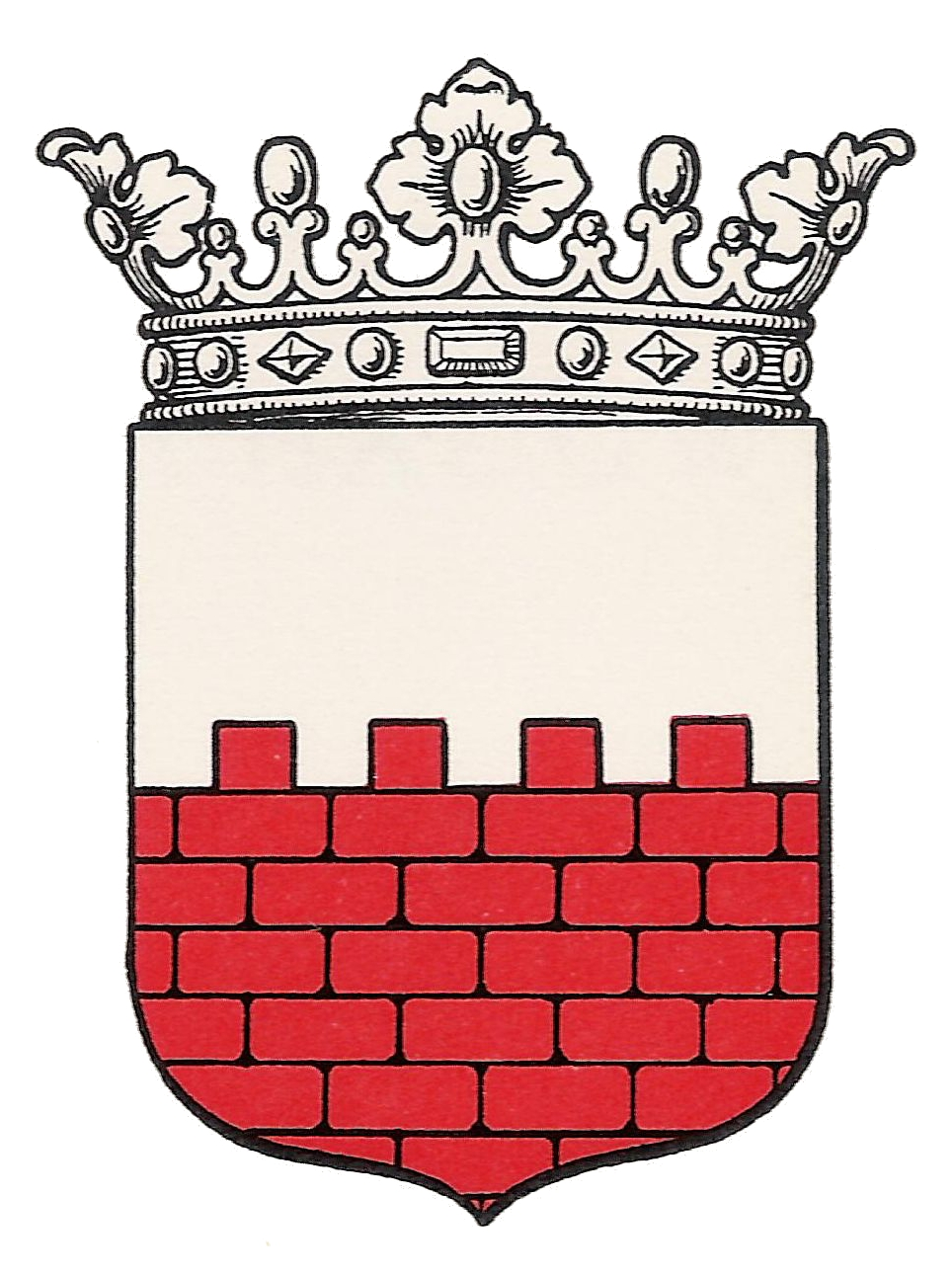
Den grevliga vapenskölden